# Flagge Ascensions
Die Flagge Ascensions basiert wie die Flaggen der meisten Britischen Überseegebiete auf dem Blue Ensign. Sie wurde am 27. März 2013 von Königin Elisabeth II. gebilligt und am 11. Mai 2013, dem Ascension Day (Christi Himmelfahrt), erstmals gehisst. Sie ist blau, führt im Flugteil das Wappen Ascensions und den Union Jack in der Gösch.